# Erik LaRay Harvey

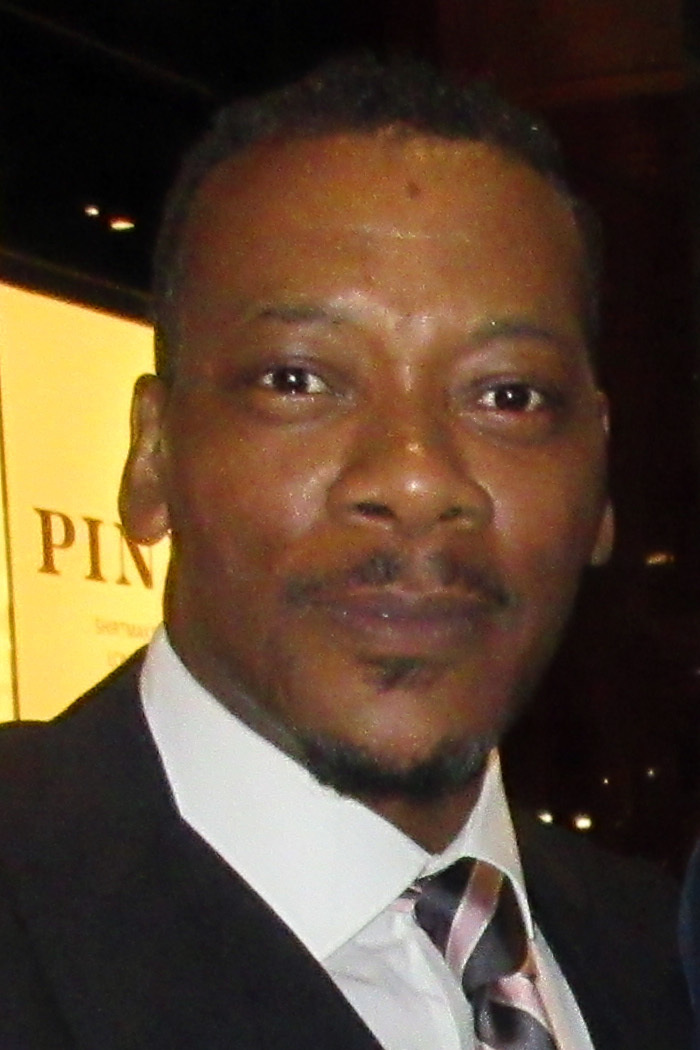
Erik LaRay Harvey (2019)

Erik LaRay Harvey (* 1972 in Bainbridge, Georgia) ist ein US-amerikanischer Schauspieler. Bekanntheit erlangte er vor allem durch die Fernsehserie Boardwalk Empire und durch seine Rolle als Willis Stryker alias Diamondback in der Netflix-Serie Marvel’s Luke Cage.

## Leben und Karriere
Erik LaRay Harvey wurde im US-Bundesstaat Georgia geboren und wuchs in Washington, D.C. auf. Einen Teil seiner Kindheit verbrachte er zudem in verschiedenen Ländern in Afrika, unter anderem im Senegal, in Tansania und Kenia. Zunächst hatte er den Traum, Zahnarzt zu werden, den er bis zu Collegezeiten aufrechterhielt. Seine Leidenschaft für das Schauspiel entdeckte er bei einer Aufführung des Musicals The Wiz.
Er besuchte die New York University und studierte an deren renommierter Schauspielschule, der Tisch School of the Arts. Seine erste Rolle vor der Kamera übernahm er 1992 in der langlebigen Serie Another World. Schnell folgten weitere Auftritte in Serien wie Law & Order, Third Watch – Einsatz am Limit und New York Cops – NYPD Blue und den Filmen Twister, Rounders, The Caveman’s Valentine, K-PAX – Alles ist möglich, Marci X und Everyday People. Nachdem er 2005 und 2006 in den Serien Criminal Intent – Verbrechen im Visier und Brotherhood mitwirkte, übernahm er erst fünf Jahre später seine nächste Fernsehrolle. In Boardwalk Empire war er mit Beginn der zweiten Staffel als Dunn Purnsley, die rechte Hand des von Michael K. Williams verkörperten Chalky White, zu sehen. Darauf folgten Gastrollen in Believe, Chicago P.D. und in der Miniserie Godless.
2016 übernahm Harvey die Rolle des Willis Stryker in der ersten Staffel von Marvel’s Luke Cage. Anschließend trat er in Sneaky Pete, Bull, The Blacklist und der Filmbiografie Can You Ever Forgive Me? auf. 2018 war er als Dante in der Serie One Dollar zu sehen. Ein Jahr später folgte die Rolle des Del Chance in der ersten Staffel der Serie Godfather of Harlem.
Harvey spricht neben Englisch auch fließend Französisch und lebt in New York City.

## Filmografie (Auswahl)
- 1992: Another World (Fernsehserie, 2 Episoden)
- 1994–1998: Law & Order (Fernsehserie, 2 Episoden)
- 1996: Twister
- 1997, 2003: New York Cops – NYPD Blue (NYPD Blue, Fernsehserie, 2 Episoden)
- 1998: Rounders
- 2001: The Caveman’s Valentine
- 2001: Third Watch – Einsatz am Limit (Third Watch, Fernsehserie, Episode 2x14)
- 2001: K-PAX – Alles ist möglich (K-PAX)
- 2003: Marci X – Uptown Gets Down (Marci X)
- 2003, 2013: Law & Order: Special Victims Unit (Fernsehserie, 2 Episoden)
- 2004: Everyday People
- 2004: Proud
- 2005: My Suicidal Sweetheart
- 2005: Criminal Intent – Verbrechen im Visier (Criminal Intent, Fernsehserie, Episode 5x03)
- 2006: Brotherhood (Fernsehserie, Episode 1x01)
- 2011–2013: Boardwalk Empire (Fernsehserie, 15 Episoden)
- 2012: NYC 22 (Fernsehserie, Episode 1x05)
- 2014: Believe (Fernsehserie, 2 Episoden)
- 2014: Friends and Romans
- 2014: Chicago P.D. (Fernsehserie, Episode 2x06)
- 2016: Marvel’s Luke Cage (Fernsehserie, 7 Episoden)
- 2016: The Charnel House
- 2017: Godless (Miniserie, 3 Episoden)
- 2018: Proud Mary
- 2018: Bull (Fernsehserie, Episode 2x14)
- 2018: Sneaky Pete (Fernsehserie, Episode 2x02)
- 2018: The Blacklist (Fernsehserie, Episode 5x16)
- 2018: Can You Ever Forgive Me?
- 2018: One Dollar (Fernsehserie, 8 Episoden)
- 2019: Bolden
- 2019: Miss Virginia
- 2019: The Public’s Much Ado About Nothing
- seit 2019: Godfather of Harlem (Fernsehserie)
- 2021: The United States vs. Billie Holiday